# Minamoto no Sanetomo
Minamoto no Sanetomo (tiếng Nhật: 源 実朝, 17 tháng 9 năm 1192 — 13 tháng 2 năm 1219) là shogun thứ ba của Mạc phủ Kamakura ở Nhật Bản, nắm quyền từ năm 1203 đến năm 1219. Là người con thứ hai của Monamoto no Yorimoto, người đã thiết lập nên chế độ Mạc phủ (bakufu), chính quyền của tướng quân ở Kamakura, mở đầu cho thời đại võ gia. Mẹ ông là Hōjō Masako và anh trai ông là tướng quân Kamakura đời thứ hai, Minamoto no Yoriie. Tên thời thơ ấu của ông là Senman (千万). Ông là người lãnh đạo cuối cùng của gia tộc Minamoto ở Nhật Bản. Pháp danh của ông là Daijijitonoseinikuraigoshokojingi (大慈寺 殿 正 二 位 丞相 公 神 儀). Minamoto no Sanetomo bị cháu ruột là Kuujo (Công Hiểu) tranh ngôi, ám sát và chết ở trên cầu thang đá bên trong đền Tsuruoka Hachimanguu, sự việc xảy ra khi ông đang chuẩn bị ra về sau một buổi lễ mừng được tổ chức cho việc ông lên chức diễn ra ở ngôi đền này.
Ông còn được biết đến như là nhà thơ waka rất tài năng nhưng lại có một số phận bi đát. Tác phẩm của ông hiện nay chỉ còn lại một quyển. Trong đó, có một bài thơ rất nổi tiếng được lưu truyền cho đến tận ngày nay.

## Cuộc đời
Sau cái chết của Yoritomo vào năm 1199, ông ngoại của Sanetomo là Hōjō Tokimasa đã soán đoạt đi gần hết quyền lực lãnh đạo về các mặt chính trị và quân sự của Mạc phủ, làm cho tước vị của Chinh di Đại Tướng quân, chỉ còn là hư danh, biến Tướng quân trở thành bù nhìn. Nhờ tính cha truyền con nối, anh trai của Sanetomo là Yoriie, khi đó 17 tuổi đã trở thành Chinh di Đại Tướng quân vào năm 1202, nhưng rất nhanh đã bị tước đi danh hiệu này vào một năm sau đó và bị quản thúc tại gia vì có  âm mưu chống lại gia tộc Hōjō. Điều này có lẽ là để đảm bảo rằng tước vị Tướng Quân sẽ thuộc về một người nhỏ tuổi và do đó sẽ cần một quan nhiếp chính (shikken) để đưa ra quyết định thay cho vị Tướng quân đó. Ngay sau đó vào năm 1203, Sanetomo trở thành người đứng đầu gia tộc Minamoto và được phong làm Chinh di Đại Tướng quân. Một năm sau, Yoriie bị ám sát bởi chính tay ông ngoại Hōjō Tokumasa của mình. Sanetomo không đơn thuần chỉ là một con rối cho mẹ của ông là Hōjō Masako, người đã sử dụng ông như là công cụ để mặc cả trong cuộc chiến tranh giành quyền lực nội bộ với cha bà ta là Tokimasa. Tokimasa đã cố gắng hạ bệ cháu trai của mình rất nhiều lần, bắt đầu từ năm 1205, khiến Sanetomo lo sợ về tính mạng của chính mình sau này. Sanetomo, hơn ai hết hiểu được sự bất lực của bản thân và không muốn gặp số phận tương tự như anh trai mình, ông đã dành rất nhiều thời gian và sức lực để viết các bài thơ waka cũng như tìm kiếm các chức vụ mang tính danh dự trong cả Mạc phủ lẩn triều đình ở Kyoto. Mục đích của việc làm này là nhằm nâng cao uy tín của riêng bản thân ông cũng như thể hiện mình là một bù nhìn biết vâng lời và hữu ích. Chờ đợi thời cơ thích hợp cho đến khi thực lực của ông thực sự đủ vững vàng và có thể từng bước loại bỏ dần vây cánh của họ ngoại. Sanetomo là một nhà thơ tài năng, đã viết hơn 700 bài thơ từ khi ông 17 đến năm ông 22 tuổi, dưới sự hướng dẫn gia sư Fujiwara no Teika. Ông đã cho xuất bản tuyển tập waka riêng của mình là Kinkai Wakashū, thậm chí có một trong những bài tanka của ông còn được đưa vào tuyển tập Ogura Hyakunin Isshu ("100 bài thơ huyền thoại của 100 nhà thơ vĩ đại"), một tuyển tập thơ Nhật Bản thời Heian và đầu thời Kamakura. Sanetomo có được chức vụ cao thứ ba trong triều đình, Udaijin (quyền tể tướng hay "hữu đại thần") vào năm 1218.
Cuối cùng, dưới các áp chế của nhà ngoại, Sanetomo dần kiệt sức và bị rơi vào trạng thái gần như là tuyệt vọng, luôn bị ám ảnh bởi nỗi sợ hãi sẽ bị giết, tinh thần của ông cũng bị dày vò đáng kể bởi chứng nghiện rượu mãn tính của mình (một nhà sư tên là Eisai từng cố gắng giúp ông chữa trị bằng cách thay thế rượu thành trà nhưng hầu như không thể mang lại kết quả tích cực nào đáng kể).

## Cái chết
Trên nền tuyết dày vào tối ngày 13 tháng 2 năm 1219 (năm Jōkyū thứ 1, tức ngày 27 tháng 1), Sanetomo đang đi xuống từ các bậc thang đá của đền Senior ở Tsurugaoka Hachiman-gū sau khi ông tham gia một buổi lễ kỷ niệm việc ông được đề cử lên chức Udaijin. Cháu trai của ông, Kugyō, đi ra từ bên cạnh cầu thang đá của ngôi đền và giết chết ông. Năm đó, Tướng quân Sanetomo chỉ mới 26 tuổi. Vì hành động này của mình, anh ta cũng bị chém đầu vài giờ sau đó. Việc này khiến cho dòng Seiwa Genji của gia tộc Minamoto sau ba thế hệ tính từ Yoritomo hoàn toàn rơi vào cảnh tuyệt tự và sự cai trị của họ ở Kamakura cũng như toàn cõi nước Nhật chính thức chấm dứt từ đây.
Minamoto no Sanetomo được Kujō Yoritsune kế vị làm tướng quân thứ tư của Mạc phủ Kamakura.

## Lăng mộ
Ngôi mộ được cho là nơi chôn cất cái đầu (thủ cấp) của Minamoto no Sanetomo hiện nay là một tòa tháp được làm bằng đá nhưng vào thời điểm đó nó có thể được làm bằng gỗ. Người ta cho rằng tòa tháp gỗ này vẫn đang được lưu giữ nguyên vẹn nhằm mục đích bảo tồn tại Bảo tàng Báu vật Quốc gia ở vùng Kamakura.

## Bài thơ waka nổi tiếng
Sinh thời, ông có sáng tác rất nhiều, hiện nay sưu tầm được một bài rất nổi tiếng.
Nguyên tác:
いでていなば
いでていなば
主なき宿と
成ぬとも軒端の梅よ
春をわするな
Phiên âm:
Nushinaki yado to
Nushinaki yado to
Narinu tomo
Nokiba no ume yo
Haru wo wasuruna
Tạm dịch:
Tựa : Nếu ta không trở lại
Nếu ta không trở lại
Hỡi cây mận bên sông
Chớ quên mùa xuân nhé
Hãy nở hoa thuỷ chung